# Compacto simples
Compacto simples (também chamado de 45 rpm) é o nome utilizado para chapas - majoritariamente de cor negra e contendo um rótulo no centro chamado de selo fonográfico - fabricadas através de processos eletromecânicos e feitas de um material plástico chamado Policloreto de vinila - abreviado simplesmente como vinil ou PVC - que foram utilizadas para o armazenamento de áudio (principalmente canções) entre 31 de março de 1949 e meados da década de 1990, mas que já vinham caindo em desuso a partir do advento do CD single, na década de 1980. Foram inventados por Thomas Hutchison para a RCA-Victor com o fito de substituir os discos de 78 rotações.
Utilizados para a veiculação de singles musicais, tinham a capacidade máxima de rodar 4 minutos por cada lado do disco (ou seja, contém no máximo uma música em cada lado). Com 7 polegadas de diâmetro (ou 17 cm), eles são discos menores e mais baratos do que os LP's convencionais, servindo assim como alternativa ao LP quando uma gravadora queria lançar uma única música, em vez de um álbum completo. Desta forma, eles normalmente servem como um aperitivo para o álbum de trabalho da banda e podem conter músicas raras, ao vivo, b-sides, remixes, ou algo do tipo.

## História
O primeiro disco neste formato foi lançado no dia 31 de março de 1949 pela gravadora RCA-Victor. Prensado na cor “verde calcinha transparente”, apresentava o músico country Eddy Arnold executando a faixa "Texarkana Baby". Encomendado por David Sarnoff (presidente da gravadora) e criado por Thomas Hutchison, o novo formato em 7 polegadas levou nove anos para ser concluído, tendo sido planejado para substituir o antigo 78 rpm - produzido majoritariamente com goma-laca, produto que sofria com problemas para a sua obtenção no ocidente por causa da guerra, já que o produto é oriundo da Ásia, que estava dominada pelo Japão aliado do Eixo, na época - e competir diretamente com o Long Play da Columbia, lançado quase um ano antes, em 21 de junho de 1948.
Com o advento do CD single, perderam seu espaço na metade da década de 1980, quando passaram a ser paulatinamente substituídos, desaparecendo juntamente com o LP na década seguinte.

## Ver Também
- Compacto Duplo